# Clytia gregaria
Clytia gregaria är en nässeldjursart som beskrevs av Agassiz 1862. Clytia gregaria ingår i släktet Clytia och familjen Campanulariidae. Inga underarter finns listade i Catalogue of Life.

## Bildgalleri

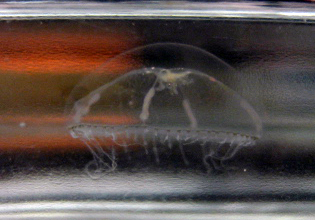
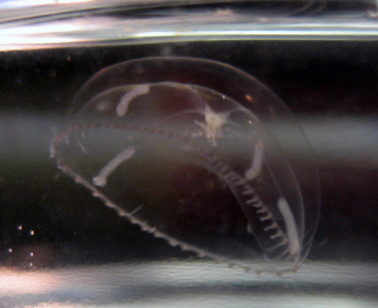
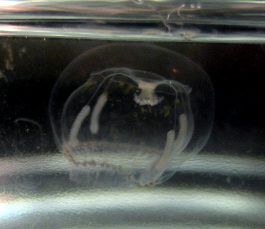